# 壱岐一郎
壱岐一郎（いき一郎、いき いちろう、1931年9月 - ）は、日本のジャーナリスト、古代史研究家。日本記者クラブ会員。

## 経歴
- 東京都雑司が谷生まれ。戦争中は滋賀県に疎開。第四高等学校 (旧制)修了、東北大学法学部卒業後、九州朝日放送・北京放送に勤務し、国会、交通記者を務めた。東海大学福岡短期大学教授、1997年沖縄大学教授[1]、2004年より関西在住。天津社会科学院・東北亜研特別研究員等を務めた[2]。いき一郎の表記も用いる。

## 著書
- 『中小企業の宣伝学』フォトにっぽん社 1972
- 『邪馬壱(台)国"発見"記 ヤマタイコクハッケンス』いき一郎 創世記 1984
- 『新説・日中古代交流を探る』いき一郎 葦書房 1989
- 『北京放送365日』河合出版 1991
- 『扶桑国は関西にあった 中国正史の倭国九州説』いき一郎 葦書房 1995
- 『徐福集団渡来と古代日本』いき一郎 三一書房 1996
- 『藤原不比等』いき一郎 三一書房 1997
- 『映像文化論・沖縄発』編集工房東洋企画 2000
- 『国が共犯! 現代史ミステリー 日中米4大謀略事件+3・11』ウインかもがわ 2011
- 『継体天皇を疑う 東アジアから見た日本古代史の謎』かもがわ出版 2011

### 共著
- 『邪馬台国筑紫広域説』黒田善光, いき一郎著 葦書房 1993
- 『ゼロからの古代史事典』藤田友治,伊ケ崎淑彦, いき一郎編著 ミネルヴァ書房 2012

### 翻訳
- 『中国正史の古代日本記録』いき一郎編訳 葦書房 1984